# Roning under sommer-OL 2008 - Otter mænd
Konkurrencen i otter for mænd er en af disciplinerne ved roning under Sommer-OL 2008 og bliver afholdt fra 10. til 17. august på Shunyi olympiske ro- og kajakstadion.
| Dato                     | Tid         | Tid         | Runde            | Noter                                                           |
| Dato                     | Lokal       | Dansk       | Runde            | Noter                                                           |
| ------------------------ | ----------- | ----------- | ---------------- | --------------------------------------------------------------- |
| Søndag, 10. august 2008  | 17:40-18:00 | 11:40-12:00 | Indledende heats | Udsat til man 11/8 15:10-15:30 (da: 09:10-09:30) grundet vejret |
| Tirsdag, 12. august 2008 | 17:10-17:20 | 11:10-1:20  | Opsamlingsheats  |                                                                 |
| Lørdag, 16. august 2008  | 15:20-15:30 | 09:20-09:30 | Finale B         |                                                                 |
| Søndag, 17. august 2008  | 17:30-17:40 | 11:30-11:40 | Finale A         |                                                                 |

## Indledende heats
Kvalifikationsregler:
- 1 går videre til Finale A (FA)
- 2+ går videre til opsamlingsheats (O)

### 1. heat
| Plac. | Roere                                                                                                | Land       | Tid     | Noter |
| ----- | --- | ---------- | ------- | ----- |
| 1     | Light, Rutledge, Byrnes, Wetzel, Howard, Sieterle, Kreek, Hamilton, Price                            | Canada     | 5:27.69 | FA    |
| 2     | Kosiorek, Stawowski, P. Brzeziński, Kruszkowski, Hejmej, M. Brzeziński, Gutorski, Burda, Trojanowski | Polen      | 5:34.95 | O     |
| 3     | Siegelaar, Blink, Klem, Klaassen, Kuiper, Steenman, van Andel, Simon, Wiersum                        | Holland    | 5:40.43 | O     |
| 4     | Dennis, Loch, Chapman, Laurich, Stevenson, Tomkins, Conrad, Stewart, Rabjohns                        | Australien | 6:55.59 | O     |

### 2. heat
| Plac. | Roere                                                                              | Land           | Tid     | Noter |
| ----- | ---------------------------------------------------------------------------------- | -------------- | ------- | ----- |
| 1     | Partridge, Stallard, Lucy, Egington, West, Heathcote, Langridge, Smith, Nethercott | Storbritannien | 5:25.89 | FA    |
| 2     | Hoopman, Schnobrich, Boyd, Allen, Walsh, Coppola, Inman, Volpenhein, McElhenney    | USA            | 5:29.60 | O     |
| 3     | Qu, J. Wang, Liu, He, Zheng, Zhou, Y. Zhang, X. Wang, D. Zhang                     | Kina           | 5:35.09 | O     |
| 4     | Eichner, Schmidt, Flach, Naruhn, Urban, Mennigen, Wilke, Penkner, Thiede           | Tyskland       | 5:37.56 | O     |

## Opsamlingsheat
Kvalifikationsregler:
- 1-4 går videre til finale A (FA)
- 5+ går videre til finale B (FB)

| Plac. | Roere                                                                                                | Land       | Tid     | Noter |
| ----- | --- | ---------- | ------- | ----- |
| 1     | Hoopman, Schnobrich, Boyd, Allen, Walsh, Coppola, Inman, Volpenhein, McElhenney                      | USA        | 5:38.95 | FA    |
| 2     | Siegelaar, Blink, Klem, Klaassen, Kuiper, Steenman, van Andel, Simon, Wiersum                        | Holland    | 5:40.31 | FA    |
| 3     | Dennis, Loch, Chapman, Laurich, Stevenson, Tomkins, Conrad, Stewart, Rabjohns                        | Australien | 5:42.62 | FA    |
| 4     | Kosiorek, Stawowski, P. Brzeziński, Kruszkowski, Hejmej, M. Brzeziński, Gutorski, Burda, Trojanowski | Polen      | 5:42.92 | FA    |
| 5     | Qu, J. Wang, Liu, He, Zheng, Zhou, Y. Zhang, X. Wang, D. Zhang                                       | Kina       | 5:42.97 | FB    |
| 6     | Eichner, Schmidt, Flach, Naruhn, Urban, Mennigen, Wilke, Penkner, Thiede                             | Tyskland   | 5:47.05 | FB    |

## Finaler

### Finale B
| Plac. | Roere                                                                    | Land     | Tid     | Noter |
| ----- | ------------------------------------------------------------------------ | -------- | ------- | ----- |
| 7     | Qu, J. Wang, Liu, He, Zheng, Zhou, Y. Zhang, X. Wang, D. Zhang           | Kina     | 5:34.59 |       |
| 8     | Eichner, Schmidt, Flach, Naruhn, Urban, Mennigen, Wilke, Penkner, Thiede | Tyskland | 5:36.89 |       |

### Finale A
| Plac. | Roere                                                                                                | Land           | Tid     | Noter |
| ----- | --- | -------------- | ------- | ----- |
|       | Light, Rutledge, Byrnes, Wetzel, Howard, Sieterle, Kreek, Hamilton, Price                            | Canada         | 5:23.89 |       |
|       | Partridge, Stallard, Lucy, Egington, West, Heathcote, Langridge, Smith, Nethercott                   | Storbritannien | 5:25.11 |       |
|       | Hoopman, Schnobrich, Boyd, Allen, Walsh, Coppola, Inman, Volpenhein, McElhenney                      | USA            | 5:25.34 |       |
| 4     | Siegelaar, Blink, Klem, Klaassen, Kuiper, Steenman, van Andel, Simon, Wiersum                        | Holland        | 5:29.26 |       |
| 5     | Kosiorek, Stawowski, P. Brzeziński, Kruszkowski, Hejmej, M. Brzeziński, Gutorski, Burda, Trojanowski | Polen          | 5:31.42 |       |
| 6     | Dennis, Loch, Chapman, Laurich, Stevenson, Tomkins, Conrad, Stewart, Rabjohns                        | Australien     | 5:35.10 |       |